# NWA世界女子王座
NWA世界女子王座（NWAせかいじょしおうざ、NWA World Women's Championship）はNWA（National Wrestling Alliance）本部が直轄する女子プロレスのチャンピオンシップである。

## 概要
初代女子プロレス世界王者となったミルドレッド・バークがジューン・バイヤースと対戦して、無効試合となったため王座が分割されて、その際にNWAはバイヤースを王座に認定した（一方のバークはWWWA世界シングル王者となった）。1956年に第2代王者に就いたファビュラス・ムーラは当初、WWF世界女子王座であり、前王者であるバイヤースの引退後にNWA世界女子王者に認定されたが、実際にベルトはムーラ個人管理となっていて、加盟地区に合わせてNWA、WWFと使い分けていた。
1983年にムーラが保持していたNWA世界女子王座はWWFに買収されて、WWF世界女子王座に変わった。
1986年、JCPの下で、NWA世界女子王座が復活。WCWでもタイトルマッチが組まれるが、WCW独自の世界女子王座創設に伴い、1996年10月を以って再び封印。
しかし、2000年に再度王座決定。2002年にTNAが設立されると、同団体内でタイトルマッチが組まれるが、2004年にレイラニ・カイから剥奪すると、再びTNAを離れてインディー系の団体を中心とした王座としてタイトルマッチが組まれている。
2017年9月30日をもってNWAは組織変更がなされ、それまで認定していた王座は一旦凍結の上空位とされたが、世界女子王座と世界ヘビー級王座は凍結されず、そのまま継続して王座として認定され現在に至っている。
現在までに日本人レスラーで戴冠を果たしたのは日本女子プロレス時代の巴幸子ただ一人である。巴はムーラから奪取した後、同じムーラ相手に2度防衛を経て奪回されている。1979年、ムーラは全日本女子プロレスにNWA世界女子王者として来日して、ナンシー久美を相手に防衛している。

## 歴代王者
| 歴代   | レスラー                   | 戴冠回数 | 戴冠日付       | 戴冠場所 ノート                                          |
| ------ | -------------------------- | -------- | -------------- | -------------------------------------------------------- |
| —      | ミルドレッド・バーク       | N/A      | 1935年         | N/A                                                      |
| 初代   | ジューン・バイヤース       | 1        | 1954年8月20日  | アトランタ                                               |
| 第2代  | ファビュラス・ムーラ       | 1        | 1956年9月18日  | ボルチモア                                               |
| 第3代  | ベティ・バウチャー         | 1        | 1966年9月17日  | シアトル                                                 |
| 第4代  | ファビュラス・ムーラ       | 2        | 1966年9月30日  | N/A                                                      |
| 第5代  | 巴幸子                     | 1        | 1968年3月10日  | 大阪                                                     |
| 第6代  | ファビュラス・ムーラ       | 3        | 1968年4月2日   | 浜松                                                     |
| N/A    | スー・グリーン             | 1        | 1975年         | ニューヨーク                                             |
| N/A    | ファビュラス・ムーラ       | 4        | 1975年         | ニューヨーク                                             |
| 第9代  | イブリン・スティーブンス   | 1        | 1978年10月8日  | ダラス                                                   |
| 第10代 | ファビュラス・ムーラ       | 5        | 1978年10月10日 | フォートワース                                           |
| 第11代 | デビー・コムズ             | 1        | 1986年         | ホノルル                                                 |
| 第12代 | デビー・コムズ             | 2        | 1987年4月10日  | カンザスシティ                                           |
| 第13代 | マリア・ホサカ             | 1        | 1996年5月9日   | ジョンソンシティ                                         |
| 第14代 | デビー・コムズ             | 3        | 1996年5月10日  | フォールブランチ                                         |
| 第15代 | ストロベリー・フィールズ   | 1        | 2000年10月14日 | ナッシュビル                                             |
| 第16代 | マディソン                 | 1        | 2002年8月23日  | サレー                                                   |
| 第17代 | チャー・スター             | 1        | 2002年10月26日 | コーパスクリスティ                                       |
| 第18代 | マディソン                 | 2        | 2002年12月6日  | ポートコキットラム                                       |
| 第19代 | レイラニ・カイ             | 1        | 2003年3月12日  | ナッシュビル 2004年6月19日に度重なる欠場のため剥奪       |
| 第20代 | カイリー・マクリーン       | 1        | 2004年6月19日  | リッチモンド 王座決定戦でカメオに勝利                    |
| 第21代 | レクシー・ファイフ         | 1        | 2005年4月23日  | リッチモンド                                             |
| 第22代 | クリスティ・リッチ         | 1        | 2005年10月8日  | ナッシュビル                                             |
| 第23代 | ミスシェフ                 | 1        | 2007年1月27日  | レバノン                                                 |
| 第24代 | アメージング・コング       | 1        | 2007年5月5日   | ストリームウッド                                         |
| 第25代 | ミスシェフ                 | 2        | 2008年4月27日  | ケープジラード                                           |
| 第26代 | ターシャ・シモーネ         | 1        | 2010年7月24日  | レバノン                                                 |
| 第27代 | ラ・レイナ・デ・コラゾネス | 1        | 2010年10月2日  | アルタス 10月11日に負傷のため返上                        |
| 第28代 | ターシャ・シモーネ         | 2        | 2010年11月6日  | レバノン 王座決定戦でミス・レイチェルに勝利              |
| 第29代 | ティファニー・ロックス     | 1        | 2011年11月5日  | レバノン                                                 |
| 第30代 | ターシャ・シモーネ         | 3        | 2011年12月25日 | レバノン                                                 |
| 第31代 | ケイシー・カーライル       | 1        | 2012年10月20日 | レバノン                                                 |
| 第32代 | バービ・ヘイデン           | 1        | 2014年1月25日  | サイプレス                                               |
| 第33代 | サンタナ・ギャレット       | 1        | 2015年2月7日   | プラントシティ                                           |
| 第34代 | アンバー・ギャローズ       | 1        | 2015年12月18日 | シャーマン                                               |
| 第35代 | ジャズ                     | 1        | 2016年9月16日  | シャーマン 2019年4月22日に医学的及び個人的理由により返上 |
| 第36代 | アリシン・ケイ             | 1        | 2019年4月27日  | コンコード                                               |
| 第37代 | サンダー・ロサ             | 1        | 2020年1月24日  | アトランタ                                               |
| 第38代 | セリーナ・ディーブ         | 1        | 2020年10月27日 | ロングビーチ                                             |
| 第39代 | カミール                   | 1        | 2021年6月6日   | アトランタ                                               |
| 第40代 | ケンジー・ペイジ           | 1        | 2023年8月27日  | セントルイス                                             |